# Spathidicerus thomsoni
Spathidicerus thomsoni is een keversoort uit de familie snuitkevers (Curculionidae). De wetenschappelijke naam van de soort werd in 1865 gepubliceerd door Félicien Chapuis.